# Красунчик війчастий
Красунчик війчастий (Ptilidium ciliare) — вид печіночників родини красунчикових (Ptilidiaceae).

## Поширення
Батьківщиною є Європа, Азія, Нова Зеландія, Північна Америка, Південна Америка.
Ptilidium ciliare зазвичай зустрічається в низинних і високогірних місцях існування, таких як кислі луки, скелясті схили, виступи скель, осипи, верхівки стін, карликові чагарники, болота, піщані дюни та вересові ліси. Зазвичай його можна побачити серед суміші інших видів мохоподібних. Добре дреновані та кислі субстрати є кращим середовищем для росту цього виду. Рідко росте на повалених колодах і гілках.

## Опис
Ptilidium ciliare росте нещільними пучками від червоно-коричневого до жовто-зеленого кольору, з окремими пагонами до 3 мм завширшки. Його стебла перисті чи двічі перисті, з короткими розгалуженими пучками щільних листків, що перекривають одне одного, що вкриває стебло. Листя мають ширину до 2,8 мм і довжину до 2,3 мм, дрібнозубчасті або війчасті, краї розширені у вигляді рядів тонких зубців, схожих на бахрому. Зубці заважають побачити, що листки дволопатеві. Статеві репродуктивні структури у цього виду спостерігаються дуже рідко.